# Леонардо де Жезуш Жералдо
Леонардо де Жезуш Жералдо(роден през 4 август, 1985 г. в Сао луйс до Марано, Бразилия) или просто Леонардо е бразилски футболист. Играе в гръцкия Олимпиакос.
23-ри годишният ляв бек е играл за Португеса в Бразилия. Преминава Олимпиакос за сума от 1.8 м. евро.
Бразилски, гръцки, турски и английски списания описват Леонардо като новия Роберто Карлош.
Извикват го за състава на Бразилия за Олимпийските игри през 2008 г.
Успява да запише първия си мач в приятелска среща преди „Игрите“, играейки 45 минути. Обаче е извън първия отбор по време на Олимпийските игри заради съмнения за това дали ще може да се състезава на възрастта си. 

## Успехи
- Купа на Гърция: 2008, 2009
- Гръцка суперлига: 2007-2008, 2008-2009